# Oxytocin

Strukturformel för oxytocin

Oxytocin är ett peptidhormon och troligen en signalsubstans som huvudsakligen insöndras från hypofysens baklob. Oxytocinet verkar på cellerna i den glatta muskulaturen; det binds vid cellytan av oxytocinreceptorer som finns i livmodern, bröstkörtlar och i hjärnan.

## Historia
Oxytocin är känt sedan lång tid tillbaka. Henry Dale fann 1906 att extrakt från hypofysen framkallade sammandragningen på katters livmoder. Han döpte hormonet till oxytocin efter det grekiska ordet för 'hastig förlossning', τoκoxξ. Dess kemiska komponenter beskrevs första gången av Vincent du Vigneaud, att det består av nio aminosyror, vilket var historiens första sekvensering och syntetisering av ett polypeptidhormon. Hans forskning på oxytocinet var egentligen en biprodukt av att han forskade på svavel och insulin. Det var då redan känt att det bidrog till mjölkutsöndring, att det fungerade antidiuretiskt, och att det sänker blodtrycket hos fåglar. För sin forskning om bl.a. oxytocin erhöll du Vigneaud Nobelpriset i kemi 1955.

## Struktur
Oxytocin är liksom vasopressin ett peptidhormon. De är båda peptider med nio aminosyror (nonapeptider) och det är endast två aminosyror som skiljer de båda hormonerna från varandra, vilket antyder ett gemensamt evolutionärt ursprung.

## Frisättning
Oxytocin syntetiseras i den paraventrikulära samt supraoptiska kärnan i hypotalamus och transporteras med snabb axonal transport (axoplasmatiskt flöde) från hypofysens baklob (neurohypofysen) och utsöndras i blodet där den har en halveringstid på tre minuter. Vid frisättningen aktiveras intracellulärt kalcium (Ca2+). Utanför nervsystemet har oxytocin bl.a. en roll som steroidreglerare under menstruationscykeln.

### Vid amning
När barnet suger på bröstet frisätts främst två amningshormoner hos modern: prolaktin och oxytocin. Oxytocin gör att mjölken rinner till genom att myoepitelcellerna i brösten kontraherar (dras ihop). Det tar i regel en stund från det att barnet börjat suga tills mjölken börjar rinna till. Insöndringen av oxytocin försenas och minskas om modern är trött, ledsen eller orolig.

### Under förlossning
Oxytocin är viktigt för att livmoderns myometrium ska dra ihop sig under förlossningen och induceras genom att cervix utvidgas. Även syntetiskt oxytocin administreras ibland för att underlätta förlossning.

### Andra stimuli
Det är troligt att oxytocin också frisätts av taktil beröring och varm temperatur. Det är därvidlag viktigt för utvecklingen av modersbeteenden och samspel inom familjen. Både hos mödrar och fäder finns ett samband mellan höga nivåer oxytocin och egenskaper som är viktiga för föräldraskap. Kortisol, å andra sidan, utsöndras i reaktion på stress (exempelvis vid förälskelse och att bli förälder), alltså vid samma tillfällen som oxytocin är viktigt. Oxytocin och kortisol motverkar varandra och samverkar med varandra vid sådana fall på komplicerade och ännu inte fullt förstådda sätt. Höga nivåer kortisol hos mödrar men inte fäder motverkar de positiva effekterna av oxytocin beträffande modersbeteenden men effekterna gäller också moderns relation till barnets fader.  Nässprej av oxytocin sänker kortisolnivån, men hur stor denna effekt är mycket individuell och korrelerar med graden av känslomässig självbehärskning. Oxytocinet är uttryckt i accumbenskärnan där det bland annat reglerar social anpassning och förmågan att samspela med andra, men är för detta beroende av serotonin i samma hjärnstruktur.
Vissa studier tyder på att oxytocin utsöndras av att höra icke-verbala ljud från kvinnoröster som påminner om kommunikationen mellan mor-barn.
Oxytocinutsöndring är knutet till sexuella beteenden, upplevelser och reaktioner. Det verkar i sådana sammanhang ofta genom interaktioner och modulerare av andra hormoner. Oxytocinnivåerna i plasma ökar vid sexuell upphetsning, och nivåerna korrelerar med orgasmens intensitet. Högre värden av dopamin, testosteron och oxytocin ökar det sexuella begäret och libido hos båda könen, adrenalin, testosteron, oxcytocin och östrogen ökar den sexuella upphetsningen, och noradrenalinet och oxytocinet påverkar orgasmen.
Förutom värme och beröring, ökar oxytocinaktiviteten av simning. Effekten ökar av att simma ofta och regelbundet. Lugn musik kan bevisligen sänka stress och göra människor mera harmoniska. Oxytocinnivåerna tycks öka av sådan musik.

## Psykiska, sociala och fysiska effekter
Oxytocin är avgörande för upprättandet av gemenskap, parbildning, omvårdnad och förmåga att följa sociala normer. Förhöjd aktivitet av oxytocin skapar ökad tillit, minskar aggressioner, ångest, samt dämpar aktiviteten i amygdala, och minskar troligen också stress.
Höga värden av oxytocin, vasopressin och prolaktin är avgörande för utvecklingen av moderskänslor. Djurförsök har visat att administration av oxytocin och östrogen fungerar ångestdämpande på honor och ökar deras sociala samspel. Honor med större omvårdnad om barn har också visat sig ha ett större antal östrogenberoende oxytocinreceptorer i hjärnan, och detta är ärftligt från moder till dotter. Sådana östrogenberoende oxytocinreceptorer ökar dessutom honornas sexuella mottaglighet.
Oxytocin gör människor lyckligare och tillitsfulla. Det ökar viljan till parbildning, och är starkt involverat i sexuell lust. En orsak till detta är att det skänker lugn genom dess påverkan på glatt muskulatur. På grund av dess höga plasmanivåer vid olika former av känslor av kärlek och lust, brukar det kallas "kärlekshormon". Hos män bidrar oxytocin även till erektion och ejakulation.
Förutom glatt muskulatur, påverkar oxytocin skelettmusklerna. Fungerande oxytocinaktivitet är avgörande för nybildning av muskler. Det tycks vara förändringar i oxytocinet som ger såväl sarkopeni som muskelsvaghet på ålderdomen.
Oxytocin ökar den autonoma hjärtkontrollen, genom att exempelvis öka heart rate variability, vilket förbättrar kroppens förmåga att hantera stress, ett samband mellan HRV och stress som påvisats exempelvis vid borderline personlighetsstörning.  Oxytocin tycks spela en viktig roll i regleringen av det kardiovaskulära systemet. Tillsammans med vasopressin har det en roll i uppkomsten av kronisk hjärtsvikt.

## Oxytocin och sjukdomar
Personer med autism kan möjligen ha för låga värden av oxytocin. Ökade värden av oxytocin har iakttagits vid medicinering med neuroleptikum av schizofrena personer, och ökningen står i relation till hur länge medicineringen pågått.
För höga värden av exogent oxytocin kan leda till vattenförgiftning och hyponatremi.